# Eduardo Ruiz Asmussen
Eduardo Ruiz Asmussen ist ein chilenischer Diplomat.

## Werdegang
Asmussen hat Abschlüsse der Fakultät für Rechtswissenschaft der Universidad de Chile und der Academia Diplomática de Chile „Andrés Bello“. An der Päpstlichen Universität Xaveriana in Bogotá studierte er zudem Internationale Politik und am Ausbildungs- und Forschungsinstitut der Vereinten Nationen (UNITAR) in  Genf Internationale Wirtschaft.
Asmussen war tätig an der Ständigen Vertretung Chiles bei den internationalen Organisationen in Genf (1984–1986), an den chilenischen Botschaften für Belgien und Luxemburg (1975–1977), Brasilien (1978–1979), Kolumbien (1982–1984) und Argentinien (1989–1991) und an den Generalkonsulaten in Córdoba/Argentinien (1992–1993), Paris (1996–2001) und Sydney (2002–2007).
Im Außenministerium Chiles arbeitete Asmussen im Direktorat für Humanressourcen und Planung, als stellvertretender Direktor für bilaterale Politik in Amerika, als stellvertretender Direktor für Zeremonien und Protokoll (1994–1996), Interim-Direktor und Chef der Abteilung Vereinte Nationen des Direktorats für multilaterale Wirtschaftsfragen (1987–1988), als stellvertretender Direktor für Europafragen (2001–2002) und als stellvertretender Direktor des Direktorats Mittlerer Osten und Afrika (Diremoa) (2008–2010).
Asmussen ist nun chilenischer Botschafter für Indonesien und Osttimor mit Sitz in Jakarta. Am 17. Juni 2011 übergab er auch seine Akkreditierung als erster chilenischer Botschafter beim ASEAN an Generalsekretär Surin Pitsuwan. Seine Akkreditierung in Osttimor übergab Asmussen 2013. 2018 wurde Gustavo Ayares Ossandón zum neuen Botschafter in Jakarta ernannt.